# Pennewitz
Pennewitz este o comună din landul Turingia, Germania.